# Frederik Ndoci
Frederik Ndoci (ur. 9 lutego 1958 w Szkodrze) – albański wokalista i aktor, dwukrotny zwycięzca krajowego festiwalu Festivali i Këngës (w 1989 i 2007 roku), reprezentant Albanii podczas 52. Konkursu Piosenki Eurowizji w 2007 roku.

## Życiorys
Frederik Ndoci wychowywał się w artystycznej rodzinie na północy Albanii w mieście Szkodra: jego jedna siostra, Rita Ndoci, była profesjonalną aktorką, a druga – Julia Ndoci – rozpoczęła karierę wokalną.
W 1989 roku Ndoci wystąpił podczas ogólnokrajowego festiwalu muzycznego Festivali i Këngës, w którym razem z Julią Ndoci i Manjolą Nallbani wykonał utwór „Toka e diellit” autorstwa Aleksandra Peçiego i Xhevahira Spahiu'a. Trio ostatecznie wygrało finał imprezy. Wokalista ponownie wystartował na konkursie w 2007 roku, kiedy zgłosił się do niego z kompozycją „Balada e Gurit”, którą wykonał ze swoją żoną, Aidą. Para ostatecznie wygrała finał festiwalu, zdobywając łącznie 55 punktów od jurorów oraz zostając tym samym reprezentantami Albanii podczas 52. Konkursu Piosenki Eurowizji. Wystąpili w półfinale imprezy z częściowo przetłumaczoną na język angielski propozycją – „Hear My Plea”, z którą zajęli ostatecznie 17. miejsce, nie zdobywając awansu do finału.

## Filmografia
- 1983: Koniec zemsty jako Llesh
- 1985: Odroczone wesele
- 1986: Kiedy otwierają się drzwi życia jako Leka
- 1988: Flutura w mojej kabinie jako chłopiec na motorze
- 1989: I tak i siak jako piosenkarz Andi